# Craig Mitchell
Craig Mitchell (* 3. Mai 1986 in Neath, West Glamorgan) ist ein walisischer Rugby-Union-Spieler, der auf der Position des Pfeilers eingesetzt wird. Er ist für die Ospreys aktiv.
Mitchell spielte 2005 als 19-Jähriger erstmals als Profi für die Ospreys. 2009 kam er zu seinem Nationalmannschaftsdebüt gegen Kanada, auch gegen die Vereinigten Staaten wurde er eingewechselt.